# Werner Schwarz (CDU)
Pour les articles homonymes, voir Werner Schwarz.
Werner Schwarz, né le 21 janvier 1900 à Hambourg et décédé le 2 septembre 1982 à Bad Oldesloe, est un homme politique allemand membre de l'Union chrétienne-démocrate d'Allemagne (CDU).
Député fédéral du Schleswig-Holstein au Bundestag de 1953 à 1965, il occupe des fonctions de premier plan dans les instances agricoles d'Allemagne de l'Ouest. En 1959, il est nommé ministre fédéral de l'Agriculture par Konrad Adenauer, et conserve ce portefeuille jusqu'à la formation de la seconde coalition noire-jaune de Ludwig Erhard, six ans plus tard.

## Éléments personnels
Après avoir achevé ses études secondaires à Hambourg en 1917, il intègre l'école de commerce de la ville, mais doit interrompre son cursus dès l'année suivante pour participer à la Première Guerre mondiale, en tant que soldat de la Reichswehr.
Il quitte l'armée impériale au bout de quelques mois et suit, jusqu'en 1922, une formation agricole, puis étudie l'agriculture pendant trois ans. À l'issue de cette formation, il devient cultivateur dans le Schleswig-Holstein, sur les terres du château de Gut Frauenholz.

### Représentant agricole
Il est élu en 1948 deuxième président de l'Association des agriculteurs du Schleswig-Holstein et occupe ce poste onze ans. À ce titre, il a fait partie de la présidence de l'Association fédérale des agriculteurs ouest-allemands tout au long de ce mandat.

### Vie familiale
Décédé en 1982, il est le père d'Henning Schwarz, né en 1928, ministre régional du Schleswig-Holstein sous les présidences de Helmut Lemke, Gerhard Stoltenberg et Uwe Barschel, et ministre-président par intérim.

## Parcours politique

### Les débuts
En 1952, il adhère à l'Union chrétienne-démocrate d'Allemagne (CDU), et devient l'année suivante député fédéral du Schleswig-Holstein au Bundestag lors de son élection dans la circonscription de Stormarn avec 45 % des voix.

### Ministre fédéral
Après avoir été réélu en 1957 par 47,6 % des voix, Werner Schwarz devient ministre fédéral de l'Alimentation, de l'Agriculture et des Forêts dans le gouvernement de majorité absolue de Konrad Adenauer en remplacement d'Heinrich Lübke, élu président fédéral. Il est maintenu en 1961 dans la coalition noire-jaune d'Adenauer, puis maintenu en poste quand Ludwig Erhard succède à ce dernier, en 1963.
En 1965, il quitte le Bundestag et le gouvernement fédéral, puis se retire de la vie politique.